# سوسنووکا (استان اوپوله)
سوسنووکا (به لهستانی: Sosnówka) یک روستا در لهستان است که در گمینا نگمودلین واقع شده‌است. سوسنووکا ۱۰۰ نفر جمعیت دارد.